# 宇部炭鉱

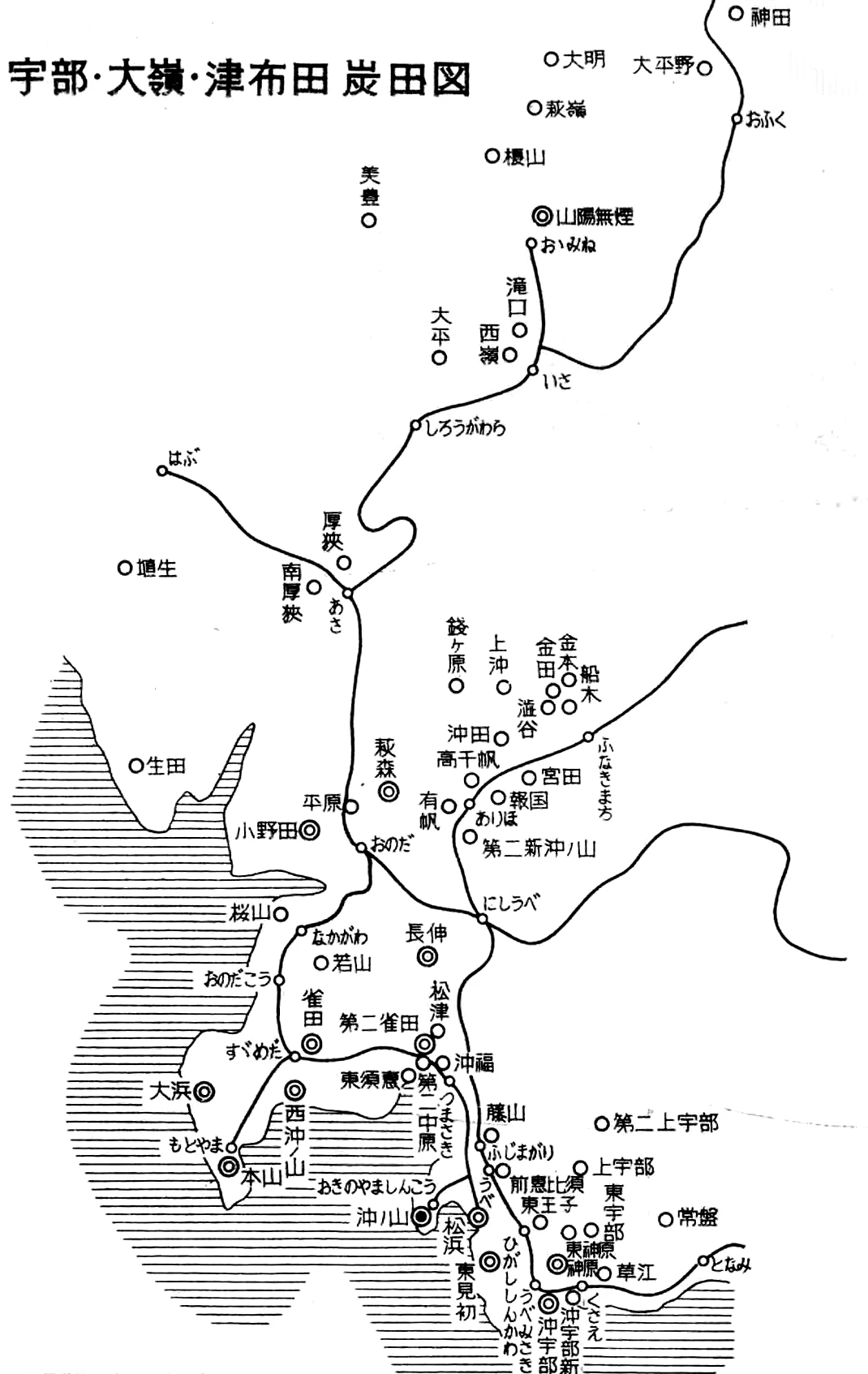
宇部地区の炭鉱地図（1955年）

宇部炭鉱（うべたんこう）とは、かつて山口県宇部市に存在した炭鉱群である。
宇部市海岸からの沖合に伸びる海底炭田（宇部炭田）であり、かつては海底部分で落盤、海水が流入する死亡事故も発生している。江戸時代の文献から同地にて石炭が採掘されたことを示す記述が見られ、また、瀬戸内の製塩用に細々と石炭の採掘が行われていたが、19世紀後半、山口藩による石炭局開設を機に採掘が本格化する。
明治維新以降、炭鉱の管理は民間の手に移り、東見初炭鉱（ひがしみぞめたんこう）、沖ノ山炭鉱（おきのやまたんこう）、長生炭鉱（ちょうせいたんこう）などに中小の資本が多数参入し、開発が進められたが、太平洋戦争の期間を通じて買収や合併、事故などによる閉山が進んだ。
宇部炭は品位があまり高くなかったこともあり、沖ノ山炭鉱を中心に匿名組合沖ノ山炭鉱組合を設立した渡辺祐策らは、採掘した石炭をセメント製造の燃料や、硫酸アンモニウム等の化学肥料の原料として利用した。これが後に宇部の化学コンビナートへと発展することになる。

## 歴史
年表情報は参考文献より。(園部)、(宇部石炭支局)、(山口県教育委員会)、(俵田)、(炭鉱1)、(炭鉱2)など。また山口県宇部市ときわ公園 石炭記念館のウェブサイト内「宇部炭田の歴史」にも年表あり。
- 1645年（寛永21年） - 山口船木炭の名が「毛吹草」に記載[2]。
- 1868年（明治元年） - 山口藩、船木に石炭局を開設[3]。
- 1870年（明治3年） - 山口藩、石炭局に英人モーリスを招聴し、洋式採炭技術を導入。
- 1872年（明治5年） - 鉱山心得公布に伴い、石炭局廃止（この間に石炭局主任であった福井忠次郎等により炭鉱借区権が買い占められる）。
- 1876年（明治9年） - 福原芳山が、福井忠次郎から炭鉱借区権を買い戻す。
- 1886年（明治19年） - 石炭鉱区の管理と地元公共事業を推進するための機関として宇部共同義会が設立。
- 1897年（明治30年） - 厚狭郡宇部村で、渡辺祐策らが匿名組合沖ノ山炭鉱組合を設立。
- 1908年（明治41年） - 藤本閑作が東見初炭鉱創業。
- 1915年（大正4年） - 東見初炭鉱で海水流入事故（234人死亡）[4]。
- 1917年（大正6年）- 沖ノ山炭鉱、西沖ノ山炭鉱を買収。
- 1919年（大正8年）- 吉敷郡西岐波村の長生炭鉱の採掘権が公に認められる。
- 1920年（大正9年） - 新浦炭鉱で海水流入事故（34人死亡）、新浦炭坑は坑道を閉鎖・放棄され、長生炭坑が新たに開削。
- 1941年（昭和16年）- 長生炭鉱の経営権が賴尊隼太に移る（戦後は長生炭鉱株式会社が経営した）
- 1942年（昭和17年） - 長生炭鉱、海水流入事故（183人死亡）により事実上閉山。犠牲者のうち136人は朝鮮半島出身労働者であった[5]。（長生炭鉱水没事故）
- 1942年（昭和17年）- 沖ノ山炭鉱、宇部セメント製造、宇部鉄工所などが合併して宇部興産（現:UBE）が発足。
- 1944年（昭和19年） - 宇部興産が東見初炭鉱を買収・合併。
- 1947年（昭和22年）12月3日 - 昭和天皇が宇部興産に行幸（昭和天皇の戦後巡幸）。沖ノ山炭鉱鉱業所の選炭場を視察[6]。
- 1950年（昭和25年）10月30日 - 若沖炭鉱で海水流入事故。新沖ノ山炭鉱の水没箇所を掘りぬいたとみられる。35人は脱出に成功したものの、逃げ遅れた35人死亡[7]。
- 1952年（昭和27年）- 沖ノ山、西沖ノ山、東見初、本山の4鉱業所が統合し、宇部鉱業所を設立。
- 1953年（昭和28年）6月 - 西日本大水害の豪雨により、上宇部炭鉱、新上宇部炭鉱など全坑水没する炭鉱が発生[8]。
- 1956年（昭和31年） - 東見初炭鉱、沖ノ山炭鉱間に連絡坑道が設置され、鉱区が拡大する。
- 1967年（昭和42年） - 宇部鉱業所閉山。

## 閉山後
- 海水流入事故が発生した炭鉱は、当時の技術では救出や遺体の回収も不可能であり、坑道ごと放棄された。
- 長生炭鉱が存在した海上には、吸・排気や排水を担っていた、ピーヤーと言われる巨大なコンクリート構造物が2基残っている。2024年には潜水調査が試みられたが、パイプ類で塞がれて坑道に入れなかった[9]。
- 石碑の史跡も残っている。近年、慰霊行事などが盛んに行われている。
- 宇部市内のときわ公園には、石炭記念館が設置されている。
- 市内の各所には、かつての炭鉱住宅が散在する。
- 沖ノ山炭鉱の入れ替えに使われた電気機関車が銚子電気鉄道に譲渡され、デキ3型として動態保存されている。
- 長生炭鉱跡では遺骨収集を目指す団体による調査が行われており、2024年（令和6年）9月25日に炭鉱入口とみられる穴が発見され、今後潜水調査が行われる予定[1]。